# Saljut 2
Saljut 2 byla vesmírná stanice vypuštěná 4. dubna 1973 z kosmodromu Bajkonur. Nejednalo se o stanici stejného programu jako Saljut 1, ale byla součástí vojenského programu stanic Almaz. Označení Saljut 2 mělo zakrýt skutečný účel stanice. Ta měla ověřit možný vojenský přínos těchto stanic. Podle tehdejšího oficiálního vyjádření účelem letu bylo propracovat palubní systémy při bezpilotním letu. Označení dle katalogu COSPAR je 1973-017A. Program letu nebyl dodržen, stanice zanikla.

## Průběh letu
Almaz 101-1, pro veřejnost označený jako Saljut 2, s pomocí rakety Proton odstartoval v dubnu 1973. Dosáhl dráhu 207–249 km nad Zemí, následovaly dvě korekce na povely řídícího střediska, po nichž stanice získala dráhu vyšší, 258 až 279 km. Poté začaly zkoušky systémů a na Zemi se připravovala první posádka, Pavel Romanovič Popovič a Jurij Petrovič Arťuchin. Stanice prováděla automatické snímkování povrchu Země s pomocí kamer Agat a ASA-34.
Dne 14. dubna došlo k náhlému poklesu tlaku ve stanici po poruše nádrže s dusíkem, pravděpodobně porušené nosnou raketou Proton. Následně popraskaly stěny stanice, přestaly fungovat orientační systémy lodi, došlo k její rotaci a přehřívání. Dva dny poté přestalo fungovat i radiové spojení. Neovládaný Saljut 2 /Almaz 101-1 vstoupil znovu do atmosféry 28. května 1973, kde nad Pacifikem shořel 55 dní po startu.